# Będziński
Będziński (Bendziński) – polski herb szlachecki, odmiana herbu Belina, z nobilitacji.

## Opis herbu
Opis zgodnie z klasycznymi regułami blazonowania:
W polu czerwonym krzyż kawalerski ćwiekowy złoty, zaćwieczony na podkowie srebrnej, między takimiż dwoma podkowami w pas, barkami do siebie.
Klejnot: ramię zbrojne srebrne, wznoszące miecz, wyłaniające się zza płomieni czerwonych.

## Najwcześniejsze wzmianki
Nadany Wojciechowi i Mikołajowi Będzińskim, wojskowym, w 1667 roku.

## Herbowni
Będziński - Bendziński.